# 比利切韋
50°17′29″N 33°0′47″E / 50.29139°N 33.01306°E
比利切韋（烏克蘭語：Біличеве），是烏克蘭中部的村莊，隸屬波爾塔瓦州的盧布尼區。該村距離新阿爾托波洛特0.5公里，海拔高度114米，2001年人口10。